# Team Vorarlberg-Santic
O Team Vorarlberg-Santic (código UCI: VBG) é uma equipa ciclista profissional autriaca de categoria Continental que participa no UCI Europe Tour.
Foi criado em 1999 baixo o nome de ÖAMTC Volksbank-Colnago como equipa amador até que ascendeu ao circuito profissional em 2002. Durante os anos 2006-2010 esteve uma categoria superior, Profissional Continental, com o que teve acesso o calendário de máxima categoria do UCI Pro Tour e UCI World Calendar. No entanto, em 2010 teve uns problemas económicos que acarretaram que não se aderisse ao passaporte biológico tendo vetada a sua participação nessas carreiras de máximo nível e posteriormente foram suspendidos temporariamente por problemas financeiros. O que acarretou seu descenso de categoria.

## Material ciclista
A equipa utiliza bicicletas Corratec. Anteriormente (até o 2006) utilizou bicicletas Ideal.

## Sede
A equipa tem sua sede em Rankweil (C/ Langgasse 108 6830).

## Classificações UCI
A União Ciclista Internacional elaborava o Ranking UCI de classificação dos ciclistas e equipas profissionais.
A partir de 1999 e até 2004 a UCI estabeleceu uma classificação por equipas divididas em três categorias (primeira, segunda e terceira). A classificação da equipa e a sua ciclista mais destacado foi a seguinte:
| Ano  | Categoria | Classificação por equipas | Melhor corredor na classificação individual | Posição |
| 2002 | Terça     | 6º                        | Martin Fischerlehner                        | 573º    |
| 2003 | Terça     | 4º                        | Jure Goločer                                | 260º    |
| 2004 | Terça     | 6º                        | Harald Morscher                             | 407º    |

A partir de 2005 a UCI instaurou os Circuitos Continentais UCI, onde a equipa está desde que se criou dita categoria, registado dentro do UCI Europe Tour. Estando nas classificações do UCI Europe Tour Ranking, UCI Asia Tour Ranking bem como na global das equipas Profissionais Continentais aderidos ao passaporte biológico que teve únicamente em 2009 chamada PCT Biological passport. As classificações da equipa e da sua ciclista mais destacado são as seguintes:
| Temporada                      | Classificação por equipas | Melhor corredor na classificação individual | Posição |
| 2005 (Europe Tour)             | 58º                       | René Weissinger                             | 96º     |
| 2005-2006 (Europe Tour)        | 66º                       | Harald Morscher                             | 287º    |
| 2006-2007 (Europe Tour)        | 47º                       | Florian Stalder                             | 126º    |
| 2007-2008 (Ásia Tour)          | 37º                       | Pascal Hungerbühler                         | 65º     |
| 2007-2008 (Europe Tour)        | 48º                       | Andreas Diatziker                           | 159º    |
| 2008-2009 (Europe Tour)        | 58º                       | Sebastian Siedler                           | 134º    |
| 2009 (PCT Biological passport) | 17º                       | -                                           | -       |
| 2009-2010 (Asia Tour)          | 53º                       | René Weissinger                             | 270º    |
| 2009-2010 (Europe Tour)        | 67º                       | Josef Benetseder                            | 398º    |
| 2010-2011 (Asia Tour)          | 49º                       | René Weissinger                             | 216º    |
| 2010-2011 (Europe Tour)        | 86º                       | Repto Hollenstein                           | 247º    |
| 2011-2012 (America Tour)       | 39º                       | Patrick Konrad                              | 201º    |
| 2011-2012 (Europe Tour)        | 29º                       | Robert Vrečer                               | 16º     |
| 2012-2013 (Europe Tour)        | 90º                       | Dominik Hrinkow                             | 448º    |
| 2012-2013 (Asia Tour)          | 49º                       | Daniel Biedermann                           | 133º    |
| 2013-2014 (Europe Tour)        | 55º                       | Fabian Schnaidt                             | 224º    |
| 2013-2014 (Asia Tour)          | 28º                       | Fabian Schnaidt                             | 44º     |
| 2015 (Europe Tour)             | 44º                       | Víctor de la Parte                          | 25º     |
| 2015 (Asia Tour)               | 59º                       | Víctor de la Parte                          | 154º    |
| 2016 (Europe Tour)             | 53º                       | Patrick Schelling                           | 203º    |
| 2017 (Asia Tour)               | 47º                       | Patrick Schelling                           | 71º     |
| 2017 (Europe Tour)             | 43º                       | Fabian Lienhard                             | 117º    |
| 2018 (Asia Tour)               | 66º                       | Patrick Schelling                           | 173º    |
| 2018 (Europe Tour)             | 25º                       | Patrick Schelling                           | 82º     |

Depois de discrepâncias entre a UCI e os organizadores das Grandes Voltas, em 2009 teve-se que refundar o UCI Pro Tour numa nova estrutura chamada UCI World Ranking, formada por carreiras do UCI World Calendar; a equipa seguiu sendo de categoria Profissional Continental mas teve direito a entrar nesse ranking no primeiro ano por aderir ao passaporte biológico.
| Ano  | Classificação por equipas | Melhor corredor na classificação individual | Posição |
| 2009 | -                         | -                                           | -       |

## Palmarés
Para anos anteriores, veja-se Palmarés da Team Vorarlberg-Santic

### Palmarés de 2019

#### Circuitos Continentais UCI
| Datas      | Circuito                | Carreiras                                      | Ganhador       |
| 10 de maio | UCI Europe Tour de 2019 | 1.ªa etapa do CCC Tour-Grody Piastowskie (CRI) | Jannik Steimle |

## Elenco
Para anos anteriores veja-se:Elencos da Team Vorarlberg-Santic

### Elenco de 2019
| Nomeie                  | Nascimento | Nacionalidade | Equipa de 2018                  |
| Dominik Amann           | 12/02/1999 | Áustria       | Team Vorarlberg-Santic          |
| Gordian Banzer          | 11/06/1996 | Suíça         | Akros-Renfer SA                 |
| José Manuel Díaz Galego | 18/01/1995 | Espanha       | Israel Cycling Academy          |
| Daniel Federspiel       | 21/04/1987 | Áustria       | Tyrol-Team Radland Tirol (2008) |
| Daniel Geismayr         | 28/08/1989 | Áustria       | Team Vorarlberg-Santic          |
| Daniel Knapp            | 21/10/1996 | Áustria       | Tirol Cycling Team              |
| Maximilian Kuen         | 26/05/1992 | Áustria       | My Bike-Stevens                 |
| Lukas Meiler            | 14/02/1995 | Alemanha      | Team Vorarlberg-Santic          |
| Martin Meiler           | 19/03/1998 | Alemanha      | Team Vorarlberg-Santic          |
| Davide Orrico           | 17/02/1990 | Itália        | Team Vorarlberg-Santic          |
| Patrick Schelling       | 01/05/1990 | Suíça         | Team Vorarlberg-Santic          |
| Jannik Steimle          | 04/04/1996 | Alemanha      | Team Vorarlberg-Santic          |
| Colin Stüssi            | 04/06/1993 | Suíça         | Amore & Vita-Prodir             |
| Roland Thalmann         | 05/08/1993 | Suíça         | Team Vorarlberg-Santic          |
| Larry Valvasori         | 30/05/1996 | Luxemburgo    | Team Differdange-Losch          |